# Hugo Koch (Bergmann)
Hugo Heinrich Eduard Koch (* 28. November 1845 in Sankt Andreasberg; † 1. Januar 1932 in Berlin-Charlottenburg) war ein deutscher Berg- und Hüttenmann.

## Familie
Hugo Koch entstammte einer alten Oberharzer Bergbeamtenfamilie. Er wurde als Sohn des Untersteigers Hermann Koch (1814–1877) und dessen Frau Mathilde (geb. Biewend, 1818–1871) geboren. Koch hatte insgesamt elf Geschwister, zu denen der Mediziner und Nobelpreisträger Robert Koch gehörte. Sein Cousin war der Professor für Eisenhüttenkunde an der Bergakademie Clausthal Robert Biewend.

## Leben
Hugo Koch studierte an der Bergakademie Clausthal Bergbau und Hüttenkunde. Am 19. April 1866 war er einer der fünf Stifter des Corps Hercynia Clausthal. Nach Abschluss des Studiums schlug er zunächst als Bergassessor (25. Januar 1873) die Bergbeamtenlaufbahn ein. 1873 wurde er stellvertretender Direktor und 1875 zudem zum Direktor des staatlichen Blei- und Silbererzbergwerkes Friedrichsgrube ernannt. 1876 wurde er Direktor der Berginspektion in Tarnowitz in Oberschlesien. Im gleichen Jahr war er Mitglied der preußischen Kommission bei der Weltausstellung in Philadelphia. Nach dem Vorbild der Montanindustrie im amerikanischen Westen, die er im Zusammenhang mit der Weltausstellung 1876 bereist hatte, führte er eine vollkommene Modernisierung der Friedrichshütte (heute Strzybnica (Tarnowskie Góry)) bei Tarnowitz durch. 1882 erfolgte die Ernennung zum Bergrat und 1890 zum Oberbergrat. Seit 1886 leitete er außerdem zunächst kommissarisch und seit 1889 definitiv das Hüttenamt in Friedrichshütte. 1908 wurde er pensioniert. Die Technische Hochschule Braunschweig ernannte ihn zum Honorarprofessor. Nach seiner Pensionierung lebte er bis zu seinem Tod in Berlin-Charlottenburg.
Kochs Ehefrau Doris, Tochter von Hermann Ottiliae, gebar 1879 ihren einzigen Sohn, Hermann Koch. Dieser widmete sich später auch dem Bergbau, arbeitete in Friedrichshütte und Tarnowitz und war ab 1922 als Bergrat im Oberbergamt Breslau tätig.

## Auszeichnungen
- Ehrenmitglied des Corps Hercynia Clausthal, 1868
- Eisernes Kreuz II. Klasse und Kriegsdenkmünze im Deutsch-Französischen Krieg
- Ritterkreuz des Roten Adlerordens, 1884
- Ernennung zum Geheimen Bergrat, 1901
- Königlicher Kronen-Orden III. Klasse, 1908[1]
- Ehrenvorsitzender des Vereins Alter Herren des Corps Hercynia Clausthal, 1924